# Michael Geerts
Michael Geerts (Antwerpen, 17 januari 1995) is een Belgisch tennisser.

## Carrière
Van 2018 tot 2019 speelde hij collegetennis voor Arizona State University. In 2020 speelde hij op de ATP Antwerpen samen met Yannick Mertens, ze wonnen in de eerste ronde maar verloren in de tweede. Op de US Open 2022 wist hij niet doorheen de kwalificatieronde te geraken, hij verloor in de eerste ronde van de Italiaan Stefano Travaglia. In 2022 nam hij opnieuw deel in Antwerpen maar kon niet stunten tegen Dominic Thiem.
Geerst maakte zijn debuut in de Belgische Daviscup ploeg in 2021, de ploeg wist met 3-2 te winnen tegen Bolivia. In 2022 nam hij opnieuw deel met de Belgische ploeg ditmaal verloren ze de drie groepswedstrijden in de Daviscup en waren zo uitgeschakeld.